# Tiszavasvári Fehér-szik Természetvédelmi Terület
A 175 hektáros területen elterülő Fehér-sziket 1977-ben nyilvánították védetté. Kezelője a Hortobágyi Nemzeti Park Igazgatósága. A terület korlátozottan – a költésidőn kívül – látogatható.

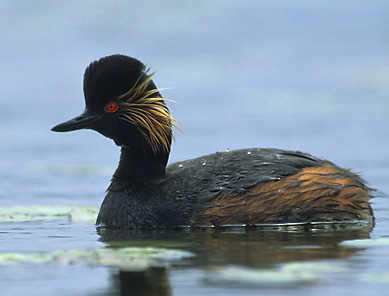
Feketenyakú Vöcsök

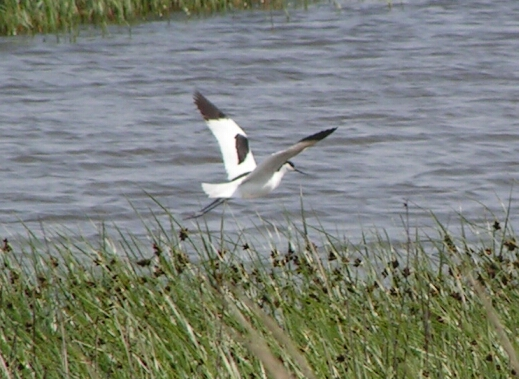
Gulipán

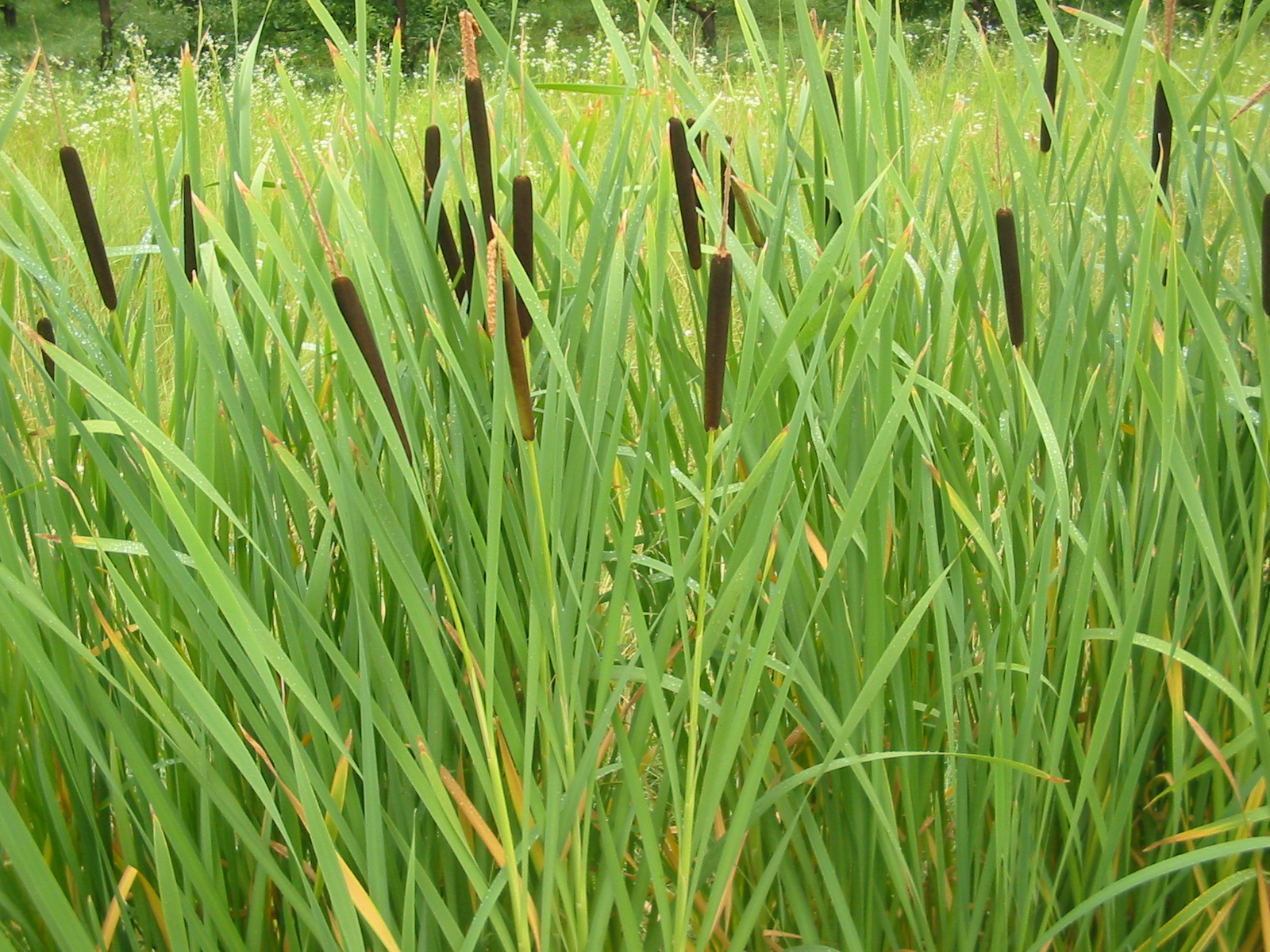
Gyékény

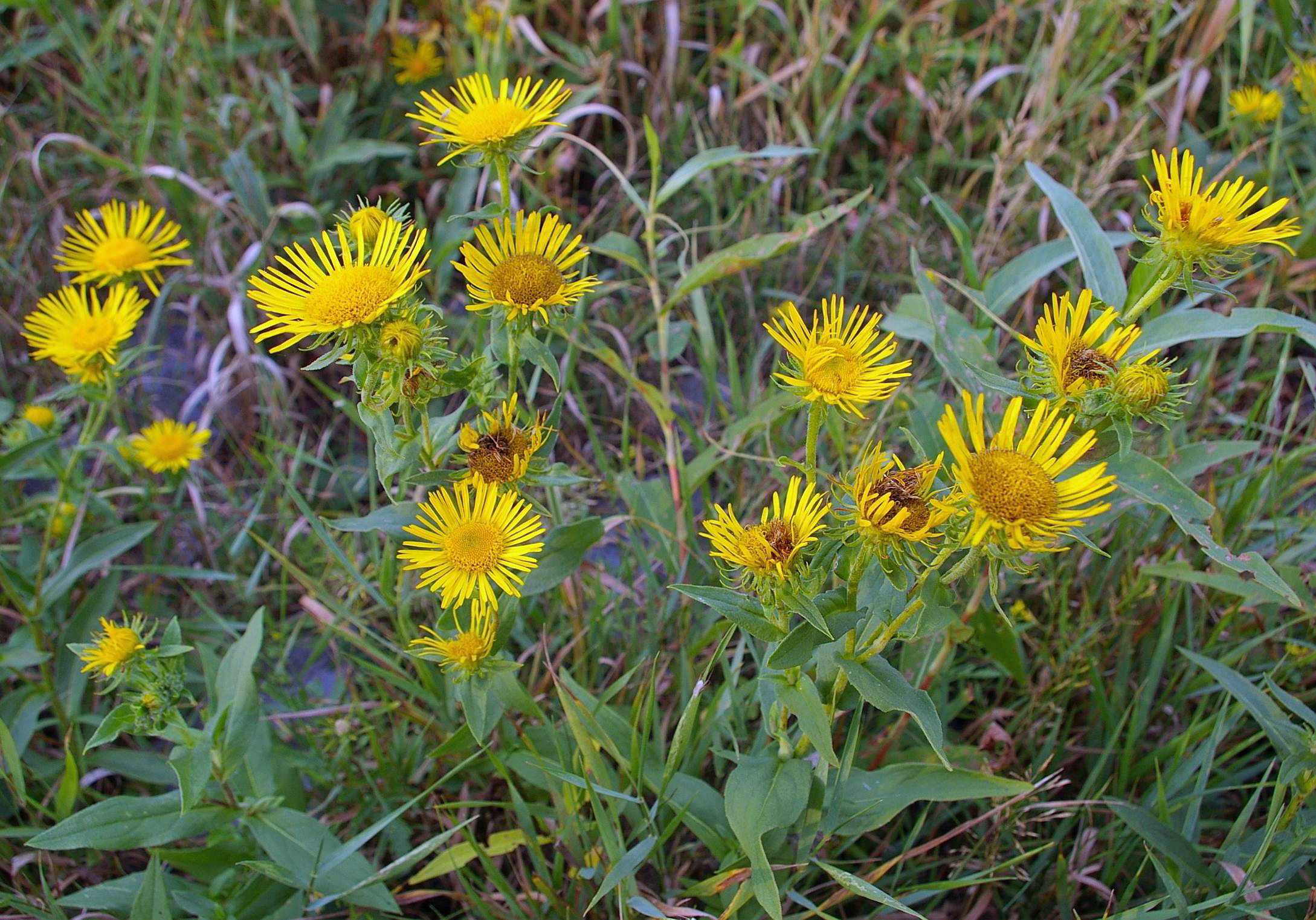
Réti peremizs

## Fekvése
Tiszavasváritól keletre, mintegy 4-5 kilométerre található, a Tiszavasvári-Nyíregyháza közötti 36-os főút mentén, annak keleti oldaláig nyúlik.

## Jellege
Ősszikes, a Szikes-tóhoz kapcsolódó természetes növénytársulásokkal és a szikesekre jellemző növény- és állatfajokkal, s különösen gazdag madárvilággal.

## Története
A Fehér-szik egy lefolyástalan területű, homokos löszben kialakult korróziós völgyben helyezkedik el, minden oldalról alacsony dombokkal határolva.
A területet folyó nem, csak csapadék és talajvíz táplálja, emiatt az időjárás függvényében  szinte minden nyárvégén kiszárad. A tó vize tipikusan szikes, magas szódatartalommal.
A terület szikesedési folyamat a területen megemelkedett talajvíz miatt indult meg egykor.
A szikesedést a víznek ez az állandó ingadozása tartja mozgásban, megakadályozva az élőhely „leegyszerűsödését”.
A Fehér-szik talaja a felszíntől karbonátos, kérges réti szolonyec, nagy szódatartalommal.
A tó kiszáradásainak időszakában a víz nélkül maradt felszínen kivirágzik a szóda. Ezt nevezik sziksónak.
A helyi lakosság ezt a sziksót évszázadokon át összegyűjtötte, a 18. században partján még „szódagyárat” is létesítettek.

## Növényvilága
A Szikes-tó partjának nagy részét nádas- és gyékényes társulás borítja. A sziktó eredeti növényzetét adó „zsiókás”, sziki kákás élőhelyek mára már kisebb területekre re szorultak vissza. A legtöbbször szárazon álló területek nagy részét pedig szikpusztai gyep fedi.
Jellegzetes sziki növény a fehér tippan, hernyópázsit, sziki mézpázsit, melyek az időszakosan vízzel borított területeken élnek.
A területen ma is megtalálható vakszik foltok körül sótűrő növények tenyésznek, ilyenek a sziksófű, réti peremisz, bárányparéj is.
A szikes tófenék egykor jellemző növénye volt a sziki ballagófű és a bajuszfű, melyek ma már csak az aszályos években jelennek meg itt.
A magasabb nagyrészt száraz területeken mozaikos növénytársulások alakultak ki.
A Fehér-szik északi részén ürmös szikespusztagyep található, jellegzetes növényeivel mint a sziki üröm, vörösnadrág csenkesz, vagy a közönséges cickafark és a szarvaskelep

## Állatvilága

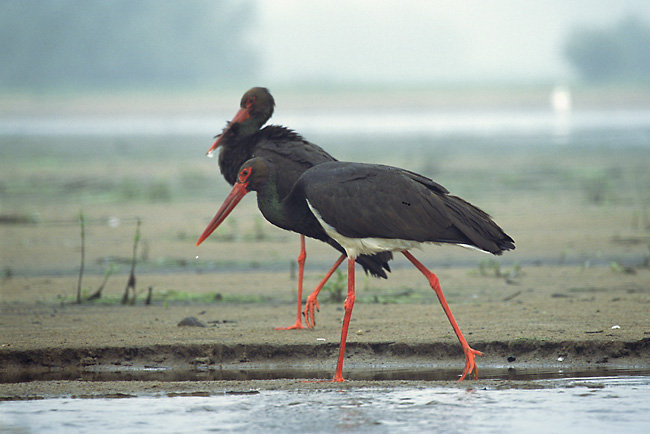
Fekete gólyák

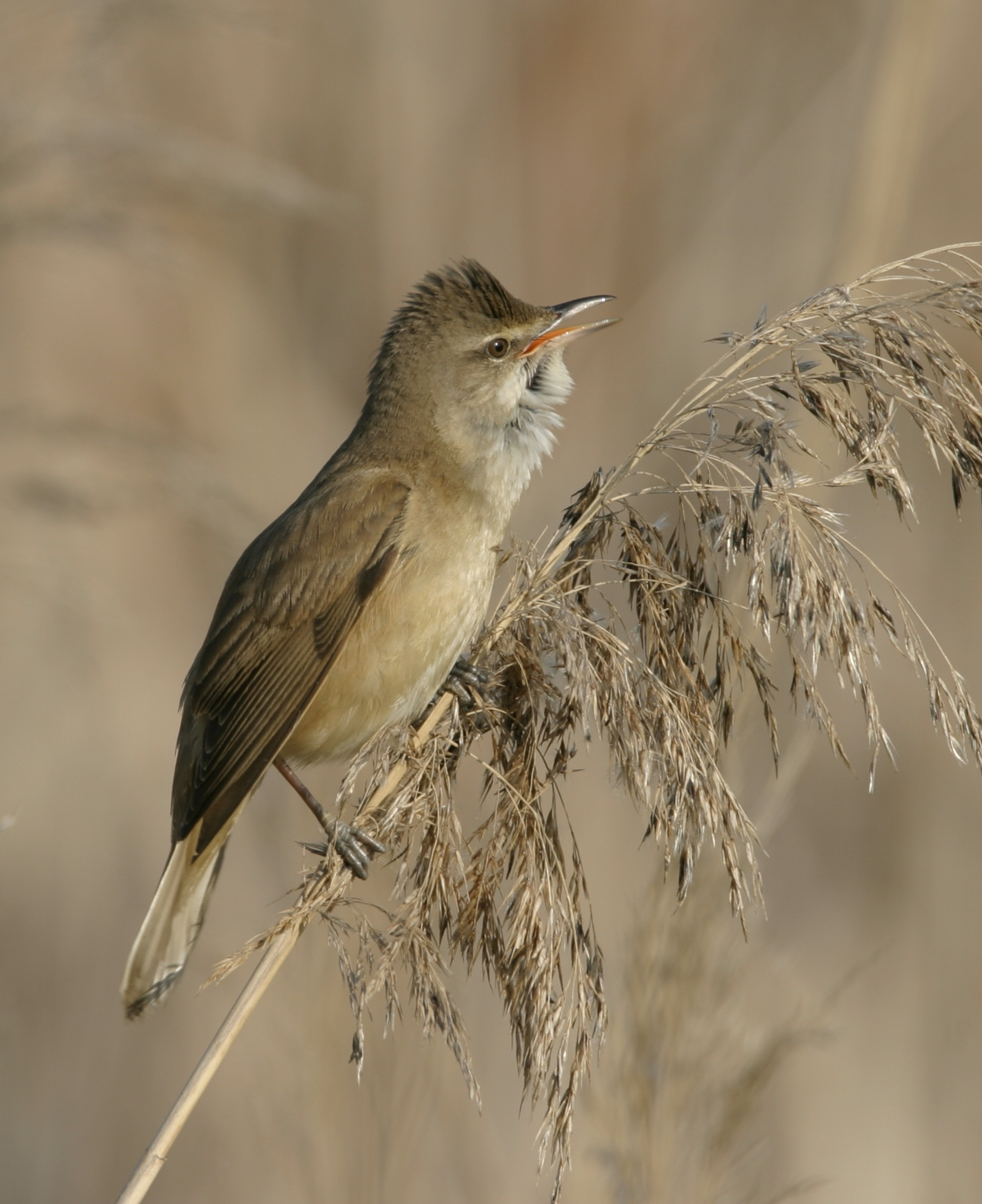
Nádirigó

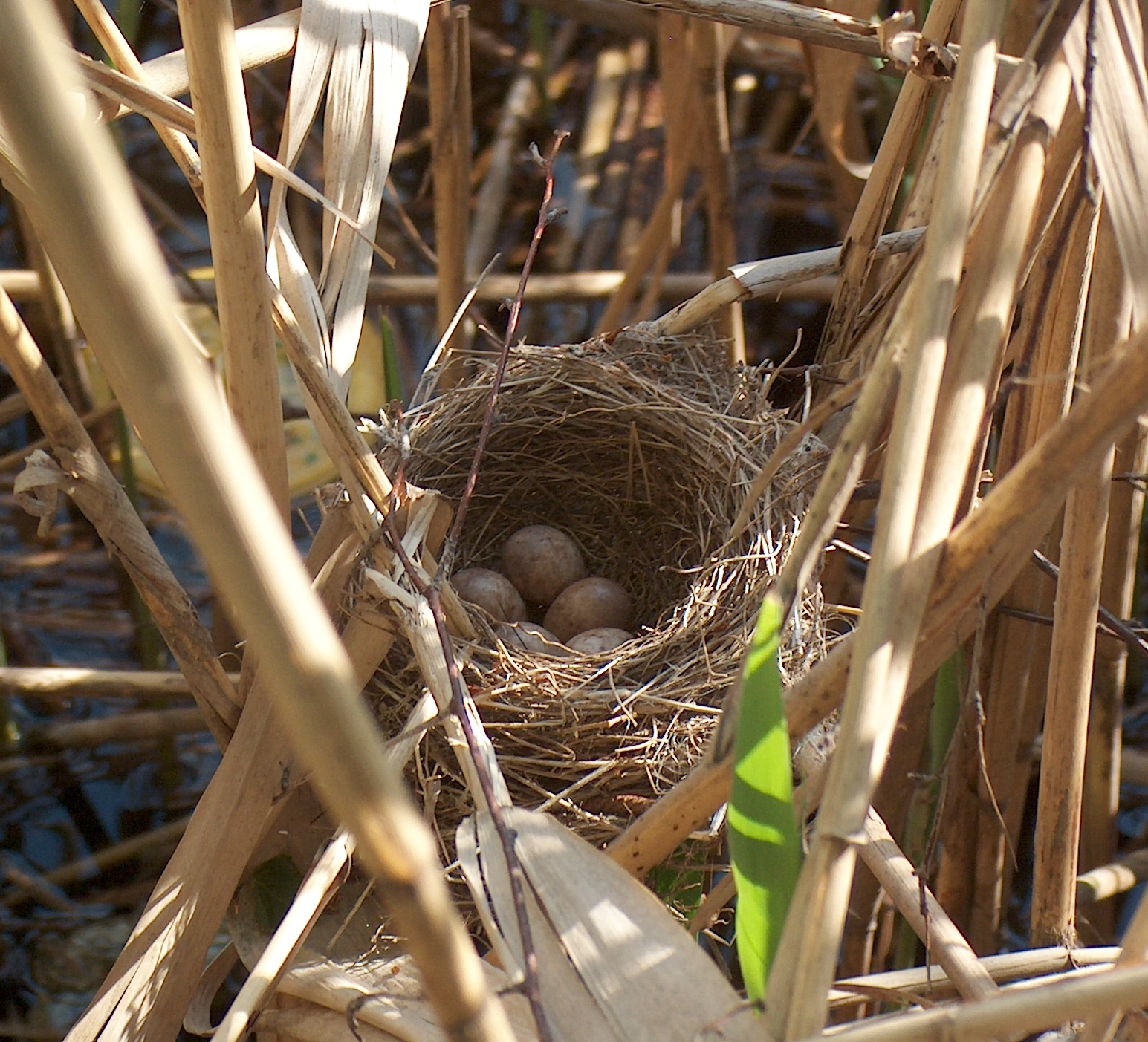
Nádirigó fészke

A terület gazdag madárvilága különösen a madárvonulásokkor szembetűnő, hiszen ilyenkor a tavat és annak környékét vízimadarak sok ezres serege keresi fel hosszabb-rövidebb időre pihenés céljából, de sokszínű az itt fészkelő madárvilág is.
A nyár végén rendszeresen jelenik meg itt a piroslábú cankó, a törpegém, pocgém, szürkegém, kanalasgém, bacskó, a kis kócsag. Itt gyülekeznek a gólyák is, még a ritka fekete gólya is feltűnik néha.
A tavon megjelennek a récék is; köztük a barátréce, böjti réce, cigányréce is.
A Fehér-sziken fészkel a gulipán, a széki lile, bíbic, a feketenyakú vöcsök, búbos vöcsök, kis vöcsök, a bölömbika is.
A tó szélén elszaporodott nádasokban megtelepedtek a nádi világ énekesmadarai is: a nádirigó, nádi tücsökmadár, a foltos nádiposzáta, cserregő nádiposzáta, s a gyékény megtelepedésével fészkelőhelyet talált itt a barkóscinege is.
A Fehér-sziken többféle rágcsáló is otthonra talált. Itt él egyik legkisebb emlősünk a törpeegér is, de feltűnik itt az Amerikából származó pézsmapocok, s a nagyobb emlősök közül pedig megfigyelhető a róka és a borz is.